# Ексетер (Мен)
Ексетер (англ. Exeter) — місто (англ. town) в США, в окрузі Пенобскот штату Мен. Населення — 963 особи (2020).

## Демографія
Згідно з переписом 2010 року, у місті мешкали 1092 особи в 424 домогосподарствах у складі 301 родини. Було 491 помешкання
Расовий склад населення:
| - 97,9 % — білих - 0,5 % — корінних американців - 0,3 % — азіатів |

До двох чи більше рас належало 1,3 %. Частка іспаномовних становила 1,1 % від усіх жителів.
За віковим діапазоном населення розподілялося таким чином: 22,2 % — особи молодші 18 років, 65,5 % — особи у віці 18—64 років, 12,3 % — особи у віці 65 років та старші. Медіана віку мешканця становила 44,0 року. На 100 осіб жіночої статі у місті припадало 94,7 чоловіків;  на 100 жінок у віці від 18 років та старших — 97,7 чоловіків також старших 18 років.
Середній дохід на одне домашнє господарство  становив 58 247 доларів США (медіана — 45 789), а середній дохід на одну сім'ю — 69 472 долари (медіана — 56 250). Медіана доходів становила 45 667 доларів для чоловіків та 36 750 доларів для жінок. За межею бідності перебувало 13,3 % осіб, у тому числі 31,0 % дітей у віці до 18 років та 6,0 % осіб у віці 65 років та старших.
Цивільне працевлаштоване населення становило 453 особи. Основні галузі зайнятості: освіта, охорона здоров'я та соціальна допомога — 30,9 %, виробництво — 9,5 %, публічна адміністрація — 8,6 %, роздрібна торгівля — 8,4 %.